# Monte Vallonasso
Il Monte Vallonasso (3034 m s.l.m.) è una montagna delle Alpi Cozie, situata tra l'alta valle Maira (CN) e l'alta valle dell'Ubaye.

## Caratteristiche
Si trova sullo spartiacque alpino principale, nella zona del gruppo dello Chambeyron. La vetta è sulla linea di confine tra Francia ed Italia, tra i comuni di Acceglio e Meyronnes. Appartiene allo stesso nodo del vicino monte Sautron, di cui costituisce per certi versi una cima secondaria. Dal monte Sautron, la cresta spartiacque scende in direzione sud-sud-est fino ad un picco secondario, non indicato sulle carte italiane IGM, ed indicato con la sola quota di 3064 m sulle carte francesi IGN; qui la cresta volge a sud-est, raggiungendo, dopo un breve avvallamento, la vetta della montagna a 3034 m. Dalla vetta la cresta prosegue circa nella stessa direzione, scendendo al sottostante colle del Sautron (2687 m IGM, 2685 m IGN), da dove poi risale al monte Viraysse. Dal versante italiano, la parete ha pianta arcuata, e scende ripidamente con diversi canaloni distinti verso il vallone sottostante; dal versante francese vi è una struttura complicata, con due dorsali principali che diramano dalla vetta e dalla quota 3064 in direzione sud-ovest, per interrompersi entrambe su una ripida parete rocciosa che le taglia alla base con direzione generale NNO-SSE, precipitando diritta sul vallone sottostante. Tra le due quote 3034 e 3064 sale un canalone detritico chiuso alla testata dalla colletta tra le due quote.
La montagna è indicata con un nome solo sulla cartografia IGM 1:25.000; la cartografia IGM 1:100.000 ne indica solo la quota, mentre la cartografia francese IGN non indica né quota né nome.
Dal punto di vista geologico, la montagna, come il vicino monte Sautron, è costituita da un ammasso piuttosto omogeneo di calcari dolomitici e dolomie del Triassico, appartenenti al complesso brianzonese. Il basamento roccioso è anche qui costituito da calcescisti del Cretaceo superiore - Eocene, affioranti alla base sul versante francese.
Il nome deriva da quello della valle sottostante dal versante italiano, detta appunto il Vallonasso.

## Ascensione alla vetta
La vetta è raggiungibile risalendo in cresta dal col de Sautron, superando qualche facile passaggio di arrampicata. Si tratta di un itinerario di tipo alpinistico.

### Cartografia
- Cartografia ufficiale italiana dell'Istituto Geografico Militare (IGM) in scala 1:25.000 e 1:100.000, consultabile on line
- Cartografia ufficiale francese dell'Institut géographique national (IGN), consultabile online Archiviato il 13 novembre 2007 in Internet Archive.
- Sistema Informativo Territoriale della provincia di Cuneo, su base cartografica 1:10.000
- Istituto Geografico Centrale - Carta dei sentieri 1:50.000 n. 6 "Monviso"
- Provincia di Cuneo - Comunità montana Valle Maira: Carta dei sentieri scala 1:25.000 Valle Maira